# Liste der österreichischen 100-Schilling-Gedenkausgaben
Das Österreichische Hauptmünzamt stellte von 1974 bis 1979 sowie von 1991 bis 2001 100-Schilling-Gedenkmünzen her. Ab dem 1. März 2002 war keine Verwendung mehr zum Nennwert möglich, da der Euro in Österreich eingeführt wurde. Die Münzen sind jedoch ohne Begrenzung zum Nennwert eintauschbar.

## Übersicht der 100-Schilling-Gedenkausgaben

### Unterschiedliche Wertseiten der 100-Schilling-Ausgaben
Für die Silbermünzen bis 1979 waren sechs unterschiedliche Designs für die Wertseite in Gebrauch. Ab 1991 wurden die Wertseiten unterschiedlich gestaltet.

### Übersicht der einzelnen Ausgaben
Im Folgenden findet sich eine Übersicht über die geprägten Exemplare der 100 Schilling-Münze.
| Abbildung | Abbildung                                                                    | Anlass ggf. Erläuterung der Darstellung                                      | Ausgabe- datum     | Entwurf der Bildseite                            | Geprägte Auflage | Geprägte Auflage | Geprägte Auflage   |
| Wertseite | Bildseite                                                                    | Anlass ggf. Erläuterung der Darstellung                                      | Ausgabe- datum     | Entwurf der Bildseite                            | stgl             | hgh              | PP                 |
| --- | ---------------------------------------------------------------------------- | ---------------------------------------------------------------------------- | ------------------ | ------------------------------------------------ | ---------------- | ---------------- | ------------------ |
| Material: 64,0 % Silber, 36,0 % Kupfer – Münzdurchmesser: 36,0 mm – Raugewicht: 24 g – Feingewicht 15,36 g Rand: glatt mit vertiefter Inschrift „HUNDERT SCHILLING“ |                                                                              |                                                                              |                    |                                                  |                  |                  |                    |
| |                                                                              | XII. Olympische Winterspiele in Innsbruck 1976, 1. Ausgabe                   | 23. Dezember 1974  | Ferdinand Welz                                   | 2.256.400        | 300.000          | 373.600            |
| | Johann Strauss                                                               | 7. April 1975                                                                | Kurt Bodlak        | 2.515.000                                        | 131.400          | 208.600          |                    |
| |                                                                              | 20 Jahre Staatsvertrag                                                       | 15. Mai 1975       | Helmuth Gsöllpointner                            | 3.015.000        | 200.000          | 225.000            |
| | 50 Jahre Schilling                                                           | 8. Juli 1975                                                                 | Helmut Zobl        | 3.018.000                                        | 216.000          | 201.000          |                    |
| |                                                                              | XII. Olympische Winterspiele in Innsbruck 1976, 2. Ausgabe Prägestätte: Wien | 12. August 1975    | Arthur Zelger                                    | 2.516.000        | 202.000          | 232.000            |
| | XII. Olympische Winterspiele in Innsbruck 1976, 2. Ausgabe Prägestätte: Hall | 16. September 1975                                                           | Arthur Zelger      | 2.515.000                                        | 177.000          | 223.000          |                    |
| |                                                                              | XII.Olympische Winterspiele in Innsbruck 1976, 3. Ausgabe Prägestätte: Wien  | 21. Oktober 1975   | Helmut Zobl                                      | 2.516.000        | 124.800          | 184.200            |
| | XII.Olympische Winterspiele in Innsbruck 1976, 3. Ausgabe Prägestätte: Hall  | 18. November 1975                                                            | Helmut Zobl        | 2.516.000                                        | 120.000          | 179.000          |                    |
| |                                                                              | XII. Olympische Winterspiele in Innsbruck 1976, 4. Ausgabe Prägestätte: Wien | 13. Januar 1976    | Erwin Bucheder                                   | 2.508.000        | 119.000          | 188.000            |
| | XII. Olympische Winterspiele in Innsbruck 1976, 4. Ausgabe Prägestätte: Hall | 4. Februar 1976                                                              | Erwin Bucheder     | 2.505.000                                        | 105.600          | 179.400          |                    |
| |                                                                              | 200 Jahre Burgtheater                                                        | 18. Mai 1976       | Fritz Tiefenthaler                               | 1.518.600        | 111.400          | 220.000            |
| |                                                                              | 1000 Jahre Kärnten                                                           | 22. Juni 1976      | Werner Pfeiler                                   | 1.529.000        | 103.000          | 168.000            |
| |                                                                              | 175. Geburtstag von Johann Nestroy                                           | 7. Dezember 1976   | Wolfgang Pichl                                   | 1.671.400        | 90.000           | 138.600            |
| |                                                                              | 1200 Jahre Stift Kremsmünster                                                | 18. Mai 1977       | Kurt Bodlak                                      | 1.782.000        | 83.000           | 135.000            |
| |                                                                              | 900 Jahre Festung Hohensalzburg                                              | 19. Juli 1977      | Wolfgang Pichl                                   | 1.802.400        | 75.600           | 122.000            |
| |                                                                              | 500 Jahre Münzstätte Hall                                                    | 16. September 1977 | Arthur Zelger                                    | 1.794.000        | 74.000           | 132.000            |
| |                                                                              | 700-Jahr-Feier der Stadterhebung von Gmunden                                 | 25. April 1978     | Josef Kaiser                                     | 1.794.000        | 76.000           | 130.000            |
| |                                                                              | 700. Jahrestag der Schlacht bei Dürnkrut und Jedenspeigen                    | 20. Juni 1978      | Helmut Zobl                                      | 1.600.000        | 77.000           | 123.000            |
| |                                                                              | 1100 Jahre Villach                                                           | 19. September 1978 | Alfred Zierler                                   | 1.492.000        | 77.000           | 131.000            |
| |                                                                              | Arlberg-Straßentunnel                                                        | 1. Dezember 1978   | Arthur Zelger                                    | 1.770.000        | 74.000           | 156.000            |
| |                                                                              | 700 Jahre Wiener Neustädter Dom                                              | 27. März 1979      | Wolfgang Pichl                                   | 1.792.600        | 73.000           | 134.400            |
| | 200 Jahre Innviertel bei Österreich                                          | 29. Mai 1979                                                                 | Helga Wenisch      | 1.802.400                                        | 68.000           | 129.600          |                    |
| |                                                                              | Internationales Zentrum Wien                                                 | 23. August 1979    | Alfred Zierler                                   | 1.783.400        | 72.000           | 144.600            |
| | Festspiel- und Kongresshaus Bregenz                                          | 23. Oktober 1979                                                             | Franz Coufal       | 1.500.000                                        | 73.400           | 161.600          |                    |
| Material: 90,0 % Silber, 10,0 % Kupfer – Münzdurchmesser: 34 mm – Raugewicht: 20 g – Feingewicht 18,0 g Rand: glatt                                                 |                                                                              |                                                                              |                    |                                                  |                  |                  |                    |
| |                                                                              | 200. Todesjahr von Wolfgang Amadeus Mozart – Salzburg                        | 24. Jänner 1991    | Thomas Pesendorfer                               | 0                | 0                | 100.000            |
| Rand: gerippt |                                                                              |                                                                              |                    |                                                  |                  |                  |                    |
| |                                                                              | 200. Todesjahr von Wolfgang Amadeus Mozart – Wien                            | 15. Mai 1991       | Thomas Pesendorfer                               | 0                | 0                | 100.000            |
| |                                                                              | 700. Todesjahr von König Rudolf I. von Habsburg                              | 28. November 1991  | Alfred Zierler                                   | 0                | 0                | 75.000             |
| |                                                                              | Kaiser Maximilian I.                                                         | 30. Jänner 1992    | Thomas Pesendorfer                               | 0                | 0                | 75.000             |
| |                                                                              | 150 Jahre Wiener Philharmoniker – Otto Nicolai                               | 29. April 1992     | Thomas Pesendorfer                               | 0                | 0                | 75.000             |
| |                                                                              | Karl V.                                                                      | 21. Oktober 1992   | Herbert Wähner                                   | 0                | 0                | 75.000             |
| |                                                                              | Kaiser Leopold I.                                                            | 21. April 1993     | Thomas Pesendorfer                               | 0                | 0                | 75.000             |
| |                                                                              | Revolution 1848 Abbildung von Erzherzog Johann                               | 28. September 1994 | Thomas Pesendorfer                               | 0                | 0                | 75.000             |
| |                                                                              | Kaiser Franz Joseph I.                                                       | 22. November 1994  | Thomas Pesendorfer                               | 0                | 0                | 75.000             |
| |                                                                              | Erste Republik                                                               | 9. Juni 1995       | Thomas Pesendorfer (WS) a, Herbert Wähner (BS) b | 0                | 0                | 75.000             |
| |                                                                              | Leopold III.                                                                 | 12. Juni 1996      | Thomas Pesendorfer (WS), Herbert Wähner (BS)     | 0                | 0                | 75.000             |
| |                                                                              | Maximilian von Mexiko                                                        | 6. November 1997   | Herbert Wähner (WS), Andreas I. Zanaschka (BS)   | 0                | 0                | 65.000             |
| |                                                                              | Kronprinz Rudolf                                                             | 4. Juni 1998       | Thomas Pesendorfer (WS), Herbert Wähner (BS)     | 0                | 0                | 50.000 oder 65.000 |
| |                                                                              | Thronfolger Franz Ferdinand                                                  | 9. Juni 1999       | Thomas Pesendorfer                               | 0                | 0                | 50.000             |
| |                                                                              | Die Kelten                                                                   | 7. Juni 2000       | Thomas Pesendorfer                               | 0                | 0                | 50.000             |
| |                                                                              | Die Römer                                                                    | 13. September 2000 | Thomas Pesendorfer                               | 0                | 0                | 50.000             |
| |                                                                              | Das Heilige Römische Reich                                                   | 20. Juni 2001      | Herbert Wähner (WS), Thomas Pesendorfer (BS)     | 0                | 0                | 50.000             |
| |                                                                              | Das Mittelalter                                                              | 19. September 2001 | Herbert Wähner (WS), Thomas Pesendorfer (BS)     | 0                | 0                | 50.000             |